# VictoriArena
Die Party-Rent-Arena (traditioneller Name Terrain um Camping, mitunter auch Stade du Camping) ist ein Fußballstadion in Rosport in der luxemburgischen Gemeinde Rosport-Mompach im östlichen Kanton Echternach. Es ist die Heimspielstätte des Fußballvereins FC Victoria Rosport.

## Geschichte
Das Stadion wurde 1965 erbaut und weist heute eine Gesamtkapazität von 2.500 Zuschauern auf. In den Jahren 1988, 1997, 2003 und 2013 wurde die Spielstätte renoviert. An der Hauptseite des 100 × 64 m großen Spielfeldes aus Naturrasen befinden sich vier Reihen überdachter Stehstufen, die ca. 400 Besuchern Platz bieten und an das Vereinsheim angrenzen. Der Rest des Stadions ist nicht ausgebaut und unüberdacht. Das Spielfeld wird von einer Flutlichtanlage auf vier Masten beleuchtet. Hinter der Gegengerade verläuft die Sauer, ein Grenzfluss zu Deutschland und ein Nebenfluss der Mosel.